# The War on Errorism
| 전문가 평가      | 전문가 평가 |
| 평가 점수        | 평가 점수   |
| 출처             | 점수        |
| ---------------- | ----------- |
| Allmusic         | [ 1 ]       |
| Robert Christgau | A−          |

《The War on Errorism》은 미국의 펑크 록 밴드 NOFX의 아홉 번째 스튜디오 음반이다. 2003년 5월 6일, 팻 렉 코드를 통해 발매되었다.
이 음반은 2000년대에 《Pump Up the Valuum》을 발매한 후 2001년에 에피타프 레코드를 탈퇴한 후 2003년에 녹음되었다.

## 배경
2002년 9월, 13주간의 세계 투어를 계속한 후, 밴드는 다음 음반의 자료를 쓰기 시작했다. 11월 26일, NOFX가 에피타프 레코드를 떠났다는 소식이 전해졌고, 잠정적으로 《Our Second Best Album》이라는 제목이 붙은 팻 렉 코드를 통해 다음 음반을 발표할 것으로 기대하고 있었다. 12월 9일, 음반의 제목은 《The War on Errorism》으로 변경되었다.
이 기간 동안 녹음되었지만 음반에 발매되지 않은 다른 곡들은 〈Jaw, Knee, Music〉, 〈One Way Ticket to Fuckneckville〉(키보드 버전), 〈Glass War〉, 〈Idiot Son of an Asshole〉, 〈13 Stitches〉(어쿠스틱), 〈Hardcore 84〉이다.

## 구성
이 음반은 미국의 제43대 대통령 조지 W. 부시를 겨냥해 그와 그의 정책을 비판하고 있으며, 커버에는 만화 버전의 대통령이 광대로 등장한다. 커버 책자와 런아웃 그루브의 뒷면에는 "Somewhere in Texas there is a village without its idiot(텍사스 어딘가에 바보 없는 마을이 있다)"는 자막이 있다.
〈Mattersville〉은 원래 《Fat Music Volume 6: Uncontrollable Fatulence》에서 발매되었다. 《The War on Errorism》의 몇 곡은 이전에 발매된 《Regaining Unconsciousness》 EP에 수록되었다.

## 곡 목록
모든 곡들은 팻 마이크에 의해 작사/작곡하였다.
| #   | 제목                                       | 재생 시간 |
| --- | ------------------------------------------ | --------- |
| 1.  | 〈The Separation of Church and Skate〉     | 3:10      |
| 2.  | 〈The Irrationality of Rationality〉       | 2:32      |
| 3.  | 〈Franco Un-American〉                     | 2:25      |
| 4.  | 〈Idiots Are Taking Over〉                 | 3:23      |
| 5.  | 〈She's Nubs〉                             | 2:05      |
| 6.  | 〈Mattersville〉                           | 2:29      |
| 7.  | 〈Decom-poseur〉                           | 2:54      |
| 8.  | 〈Medio-core〉                             | 3:05      |
| 9.  | 〈Anarchy Camp〉                           | 2:54      |
| 10. | 〈American Errorist (I Hate Hate Haters)〉 | 1:52      |
| 11. | 〈We Got Two Jealous Agains〉              | 2:04      |
| 12. | 〈13 Stitches〉                            | 1:55      |
| 13. | 〈Re-gaining Unconsciousness〉             | 2:39      |
| 14. | 〈Whoops, I OD'd〉                         | 2:50      |